# شهرام پازوکی
شهرام پازوکی، پژوهشگر ایرانی فلسفه و عرفان، عضو هیئت علمی مؤسسه حکمت و فلسفه ایران و عضو گروه فلسفه فرهنگستان هنر ایران است. او همه سطوح تحصیلات عالی را در دانشگاه تهران گذرانده و در سال ۱۳۷۳ موفق به اخذ دکترای فلسفه شده است.

## زندگی
پازوکی در ۱۳۳۵ در تهران) به دنیا آمد.
او دانش‌آموخته کارشناسی، کارشناسی ارشد و دکتری فلسفه از دانشگاه تهران است. وی در دوره دکتری پایان‌نامه ای با موضوع «سیر مابعدالطبیعه در غرب به تفسیر مارتین هایدگر» نوشته است. پازوکی در حال حاضر عضو هیئت علمی مؤسسه حکمت و فلسفه ایران و مدیر گروه ادیان و عرفان این مؤسسه است. تخصص و حوزه پژوهش وی در زمینه فلسفه هایدگر و نیز عرفان و سنت‌های معنوی است.

## مخالفت با تدریس در دانشگاه
سایت مجذوبان نور که پازوکی را از دراویش و پیروان طریقت سلسله نعمت‌اللهی گنابادی معرفی می‌کند از ممانعت وی از تدریس در دانشگاه خبر داده است. بر این اساس برای سال تحصیلی ۹۶–۱۳۹۵ از تدریس شهرام پازوکی در دانشگاه آزاد واحد علوم و تحقیقات تهران ممانعت به عمل آمده است، پازوکی از سال ۱۳۸۲ در دانشگاه آزاد تهران در رشتهٔ عرفان اسلامی مشغول به تدریس بوده است.

## آثار

### کتاب‌ها
- عقل و وحی در قرون وسطی، پژوهشگاه علوم انسانی و مطالعات فرهنگی، ۱۳۷۱ (ترجمه)
- تاریخ و جغرافیای تصوف، تألیف گروهی، انتشارات کتاب مرجع، ۱۳۸۸
- الهیات جدید (مجموعه مقالات)، گروه مؤلفان، وزارت فرهنگ و ارشاد اسلامی، سازمان چاپ و انتشارات، ۱۳۸۷
- شهر و مدرنیته، مرتضی هادی جابری مقدم، سیدمحسن حبیبی (مقدمه)، شهرام پازوکی (مقدمه)، محمدمهدی عقابی (ویراستار)، وزارت فرهنگ و ارشاد اسلامی و فرهنگستان هنر، ۱۳۸۷
- قلب اسلام: ارزش‌های جاودان برای بشریت، سیدحسین نصر، سیدمصطفی شهرآیینی (مترجم)، شهرام پازوکی (بازنویسی)، انتشارات حقیقت و مرکز بین‌المللی گفتگوی تمدنها، ۱۳۸۵
- مقالات هانری کربن (مجموعه‌ای از مقالات به زبان فارسی)، شهرام پازوکی (زیرنظر)، محمدامین شاهجویی (گردآورنده)، انتشارات حقیقت، ۱۳۸۴
- مجموعه مقالات همایش عرفان، اسلام، ایران و انسان معاصر، شهرام پازوکی (گردآورنده)، فرشته کاظم پور (ویراستار)، انتشارات حقیقت، ۱۳۸۵
- زائر شرق: مجموعه مقالات همایش بزرگداشت یکصدمین سال تولد هانری کربن، شهرام پازوکی (گردآورنده)، محمدامین شاهجویی (ویراستار)، مؤسسه پژوهشی حکمت و فلسفه ایران
- جهانی از هم گسیخته، الکساندر سولژنیتسین، ترجمه از انگلیسی، با همکاری کوروش بیت‌سرکیس، فرهنگستان ادب و هنر ایران، تهران، ۱۳۶۰
- تطبیق ماهوی تصوف و تشیع
- مجموعه مقالات دربارهٔ شاه سید نعمت‌الله ولی، شهرام پازوکی (گردآورنده)، ناشر: حقیقت
- حدیث عشق: عشق از دیدگاه چهار متفکر (میهمانی افلاطون، فی حقیقه العشق سهروردی، سوانح العشاق غزالی، لمعات عراقی)، علی محمد صابری، شهرام پازوکی (مقدمه)، ناشر: علم
- حکمت هنر و زیبایی در اسلام، شهرام پازوکی، ناشر: فرهنگستان هنر
- خدا و فلسفه (تحول مفهوم خدا در تاریخ فلسفه غرب)، اتین ژیلسون، شهرام پازوکی (مترجم)، ناشر: حقیقت
- اقتدا به محمد (ص): بازاندیشی اسلام در جهان معاصر، کارل ارنست، حسن نورائی بیدخت (مترجم)، شهرام پازوکی (مقدمه)، ناشر: حقیقت
- تاریخ مابعد الطبیعه (به انضمام مقالات دیگر)، شهرام پازوکی (مترجم)، ناشر: پژوهشگاه علوم انسانی و مطالعات فرهنگی
- مسجد ایرانی: مکان معراج مؤمنین، سیدمحمد بهشتی، شهرام پازوکی (ویراستار)، ناشر: روزنه

### مقالات
- تأثیر تفکر دکارت در ظهور نظریات جدید هنری، فصلنامه خیال، بهار۱۳۸۱ (مقاله)
- هنر جدید و مبادی فکر مدرنیسم، فصلنامه رواق، ۱۳۷۸ (مقاله)